# Гулиев, Ибрагим Саидович
Ибрагим Саидович Гулиев (род. 23 мая 1947, с. Базар-Курган, Киргизская ССР) — советский и азербайджанский ученый в области геологии и геохимии нефти и газа. Академик (2007), вице-президент (2013), с 28 декабря 2019 года первый вице-президент по естественным и точным наукам Национальной академии наук Азербайджана. Директор Института нефти и газа НАНА. (2016). Доктор геолого-минералогических наук, профессор. Заслуженный деятель науки Азербайджана (2008). Один из самых часто цитируемых за рубежом ученых Азербайджана.

## Биография
Родился 23 мая 1947 года в селе Базар-Курган Киргизской ССР в семье репрессированного, известного в Баку хирурга С. И. Гулиева. Вернулся в Азербайджан после реабилитации отца, в 1954 году.
В 1970 году окончил геолого-разведочный факультет Азербайджанского института нефти и химии (АзИНЕФТЕХИМ им. М. Азизбекова). 
В 1978 году в МГУ защитил кандидатскую диссертацию на тему: «Зональность природных газов Азербайджана и газогеохимические методы поисков месторождений нефти и газа» 
В 1989 году также в МГУ защитил докторскую диссертацию на тему: «Газовый режим альпийских межгорных впадин». 
Доктор геолого-минералогических наук.
Профессор.
Трудовую деятельность начал в Институте геологии АН Азербайджана (ныне Институт геологии и геофизики Азербайджана) в лаборатории Ф. Г. Дадашева. 
С 1985 года являлся заместителем директора этого института. 
С 1988 по 1995 год — профессор Азербайджанского института нефти и химии, где на протяжении ряда лет являлся председателем Государственной комиссии по защите дипломов. 
В 2001 году избран членом-корреспондентом Академии наук Азербайджана. С 2007 года — действительный член Академии наук Азербайджана.
С 2016 года — директор Института нефти и газа Азербайджана. 
Президент азербайджанского отделения Американской ассоциации геологов-нефтяников. 
Президент Национального комитета Международного союза геодезии и геофизики. 
Часто выступает перед общественностью.
Занимается проблематикой нефтяной геологии, исследованиями проблемы грязевого вулканизма.
Опубликовал 222 научных труда, в том числе 111 за рубежом, 10 монографий.
Автор 50 статей, опубликованных в журналах, индексируемых (реферируемых) в международных базах.
Подготовил 10 докторов философии и 2 докторов наук в области геологии. 
Главный редактор научно-технического журнала «Азербайджанское нефтяное хозяйство» (с 2006), член редколлегии журнала «Геолог Азербайджана» (с 1994).
Член диссертационного совета по нефтяной геологии Геологического института РАН.
Член научного совета по охране интеллектуальной собственности и передаче технологий Международной ассоциации академий наук.
С 2014 года иностранный член Российской академии естественных наук. Почетный профессор китайского Университета Сычуань.
Заместитель председателя редакционной коллегии Азербайджанской национальной энциклопедии.

## Награды
- Заслуженный деятель науки Азербайджана (18 марта 2008, за заслуги в развитии науки в Азербайджане)[9]
- Лауреат Государственной премии Азербайджанской Республики (2010, за цикл работ в области изучения грязевого вулканизма и нефтегазоносности Южно-Каспийского бассейна)[10]
- Почетный знак «Рыцарь науки и искусства» Российской академии естественных наук (2015)
- Орден «Шохрат» (2017, за заслуги в развитии азербайджанской науки)[11]
- Медаль «100-летие Азербайджанской Демократической Республики» (2019)
- Орден РАЕН «За спасение жизни на Земле» (2017, за выдающийся вклад в дело охраны окружающей среды Азербайджана)[12].